# Vrtanes
Vrtanes (Armeens: Սբ. Վրթանես Ա. Պարթև ) (ca. 285 - 342) is de derde patriarch van de Armeens-Apostolische Kerk (333 - 342).
Zoon van Gregorius de Verlichter. Vrtanes is opvolger van zijn broer Aristakes, die werd gedood door de gouverneur van Sophene (Diyarbakır) omdat die zich stoorde aan de diens vermaningen. Ook Vrtanes zelf is ternauwernood aan een moordaanslag ontsnapt. Hij had twee zoons (tweeling):
- Husik, die hem zou opvolgen als patriarch
- Grigoris, die als zendeling in Kaukasisch Albanië als martelaar is gestorven

Vrtanes wordt als heilige vereerd.